# 北郡山ニュータウン
北郡山ニュータウン（きたこおりやまニュータウン）は、福島県本宮市にある団地。通称「本宮台」。

## 所在地
福島県本宮市高木字井戸上 - 建設当時耕地整理により全区域が「井戸上」となった。

## 概要
本宮市高木の東端に位置する高台にある。同県内の中央台団地や蓬莱ニュータウンとともに、団地建設ブーム時に建設された。
そのため現在少子高齢化が叫ばれているが、未だ子どもは多い。「本宮台」の呼び方が一般に浸透しており、ほぼこの呼び方で統一されている。一時は都会からの移設ブームが起こり、飛躍的に住居数が増えた。そのため同団地内にはこのあたりではあまり見かけない名字が数多く存在する。
山を切り開いて造成したため高低差が多い。

## 学区
- 本宮市立本宮小学校
- 本宮市立本宮第一中学校 - 遠いところにあるが自転車通学は認められていない。

## 団地内施設
- 福島県立本宮高等学校
- ファミリーマート - 閉店
- テニスコート
- 調節池
- 集会所 - みどりの家という。

| スタブアイコン | サブスタブ | この項目は、まだ閲覧者の調べものの参照としては役立たない、福島県に関連した書きかけの項目です。この項目を加筆・訂正などしてくださる協力者を求めています（P:日本の都道府県/福島県）。 |

座標: 北緯37度31分5秒 東経140度25分15秒 / 北緯37.51806度 東経140.42083度